# Pol·lèntia

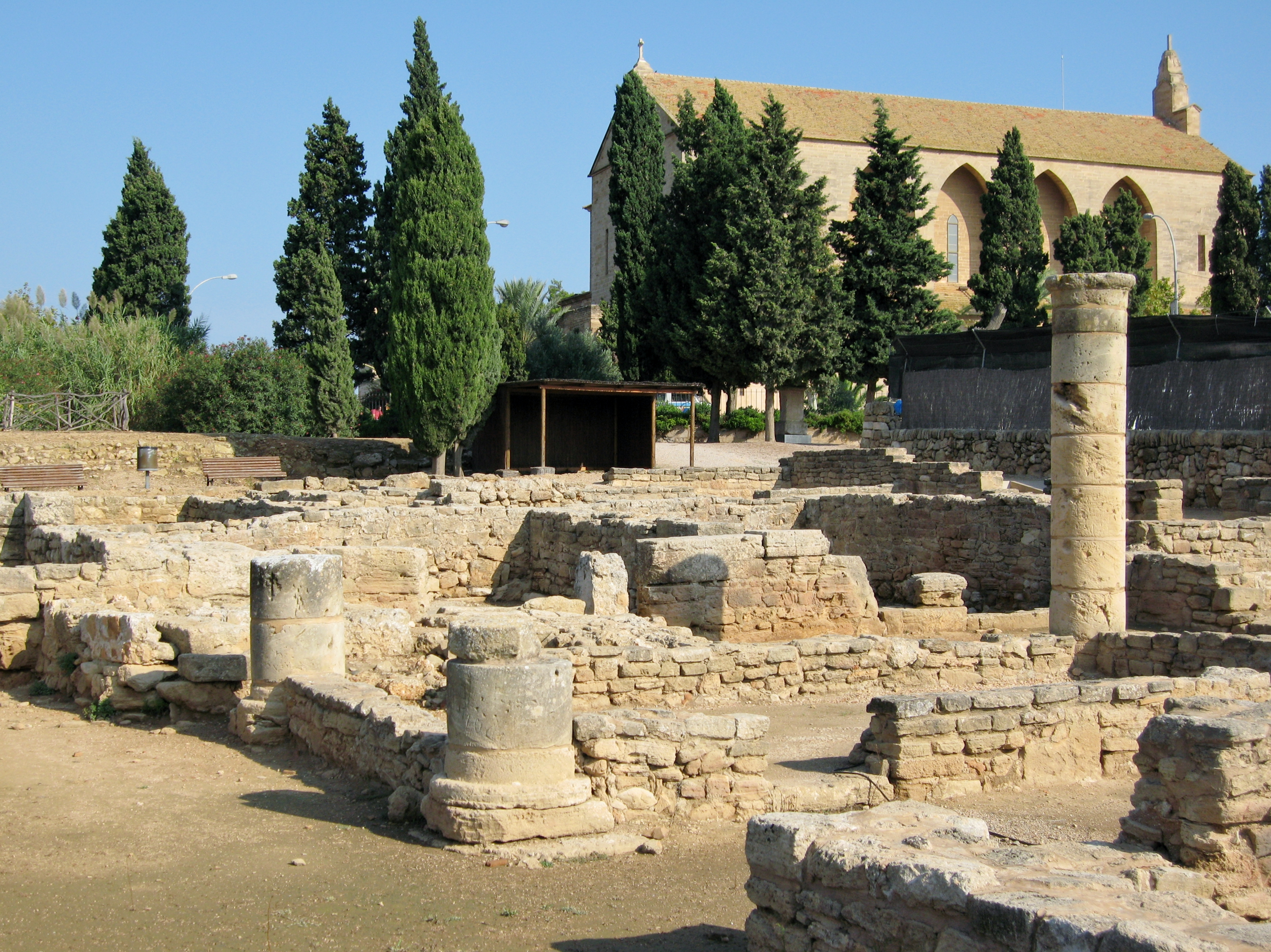
Ruinen von Pollentia

Pol·lèntia (lateinisch Pollentia) ist eine ehemalige römische Stadt und eine archäologische Ausgrabungsstätte auf der spanischen Baleareninsel Mallorca. Sie befindet sich an der Nordostküste der Insel auf dem Stadt- und Gemeindegebiet von Alcúdia in der Region (Comarca) Raiguer.

## Lage
Die Gemeinde Alcúdia bildet den Nordosten der Landschaft Raiguer und besteht aus der Halbinsel des Cap des Pinar (auch Victoria genannt), die die Meeresbuchten von Pollença und Alcúdia teilt, und einer Zone des Inselinneren, begrenzt durch die Gemeinden Pollença im Norden und Sa Pobla und Muro im Süden. Die Stadt Alcúdia liegt etwa in der Mitte des Gemeindegebietes, genau zwischen den beiden Buchten Badia de Pollença und Badia d’Alcúdia am Fuße der Halbinsel. Ihr Hafen Port d’Alcúdia, heute ein Touristenort, befindet sich südlich der Stadt an der Bucht von Alcúdia.
Die Ruinen der altrömischen Stadt Pollentia wurden im 16. Jahrhundert zwischen Alcúdia und Port d’Alcúdia entdeckt. Das Areal der antiken Siedlungsreste erstreckt sich zwischen der Landstraße Carretera del Cementir (MA-12) und dem östlich verlaufenden Weg Camí des Teatre Romà. Im Norden grenzt der Bereich an die Avinguda dels Princeps d’Espanya, der südlichen Umgehungsstraße der Altstadt von Alcúdia, im Süden reicht er fast bis an die Umgehungsstraße von Port d’Alcúdia (MA-3460).
Die in den ersten Jahrzehnten des 20. Jahrhunderts begonnenen systematischen Ausgrabungen erstrecken sich heute auf drei Teilbereiche, die nördliche antike Altstadt (sa Portella) unterhalb der Kirche von Alcúdia Sant Jaume (Església de Sant Jaume), das römische Forum (Fòrum) als Zentrum des alten Pollentia und das weiter südöstlich gelegene Theater (Teatre Romà) der Stadt des Altertums. Das Gelände ist teilweise in Privatbesitz und umzäunt. Ein von 2001 bis 2002 angelegter Betonweg verbindet die drei Grabungsorte und kann von Norden her gegen Zahlung eines geringen Eintrittsgeldes zur Besichtigung der Ruinen begangen werden.

## Geschichte

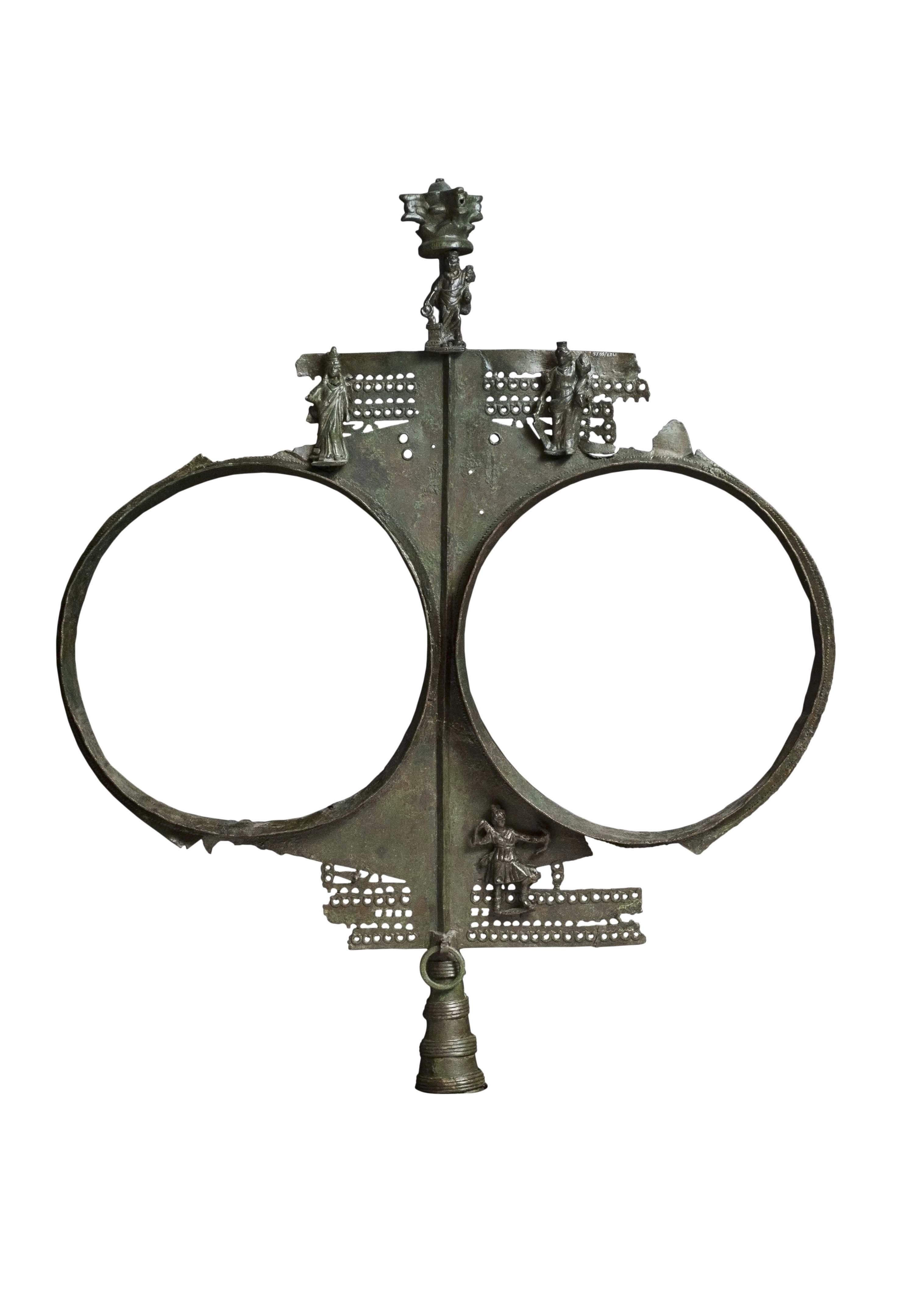
Banner von Pollentia (2.–3. Jahrhundert, M.A.N.)

Die Stadt Pollentia wurde um das Jahr 70 v. Chr. gegründet, etwa 50 Jahre nach der römischen Eroberung Mallorcas 123 v. Chr. durch den Konsul Quintus Caecilius Metellus Balearicus (auch: Cecili Metel). Sie war über Jahrhunderte die wichtigste römische Siedlung der Provinz Balearica und bedeutender Ausgangspunkt der Romanisierung der Inselgruppe. Insgesamt sollen nach der Eroberung Mallorcas etwa 3000 Neusiedler, meist aus der ab dem Jahre 206 v. Chr. römischen Provinz Hispania, auf die Insel gekommen sein. Auf die größere Bedeutung Pollentias (übersetzt „die Mächtige“) gegenüber dem gleich nach dem römischen Sieg über die Einheimischen 123 v. Chr. gegründeten Palma (Palmaria Palmensis, „Siegespalme“) weist schon ihr Name hin.
Durch Vermischung der Römer mit der iberischen Urbevölkerung und Einführung des Lateinischen als Verwaltungssprache wurde Mallorca im Laufe der Jahre bis zur christlichen Zeitenwende romanisiert. Dies erfolgte scheinbar auf friedlichem Wege, da Aufstände der einheimischen Bevölkerung gegen die Herrschaft Roms nicht überliefert sind. Durch die Eingliederung in das Römische Reich und damit in dessen Kultur und Infrastruktur, verbunden mit der günstigen Lage der Balearischen Inseln an mehreren Handelsrouten, prosperierte die Wirtschaft Mallorcas und mit ihr die der Hauptstadt Pollentia. Die Lage der Stadt im Nordosten der Insel machte sie zum ersten Anlaufpunkt für Schiffe aus Italien und zur Zwischenstation bei längeren Fahrten durch das westliche Mittelmeer.

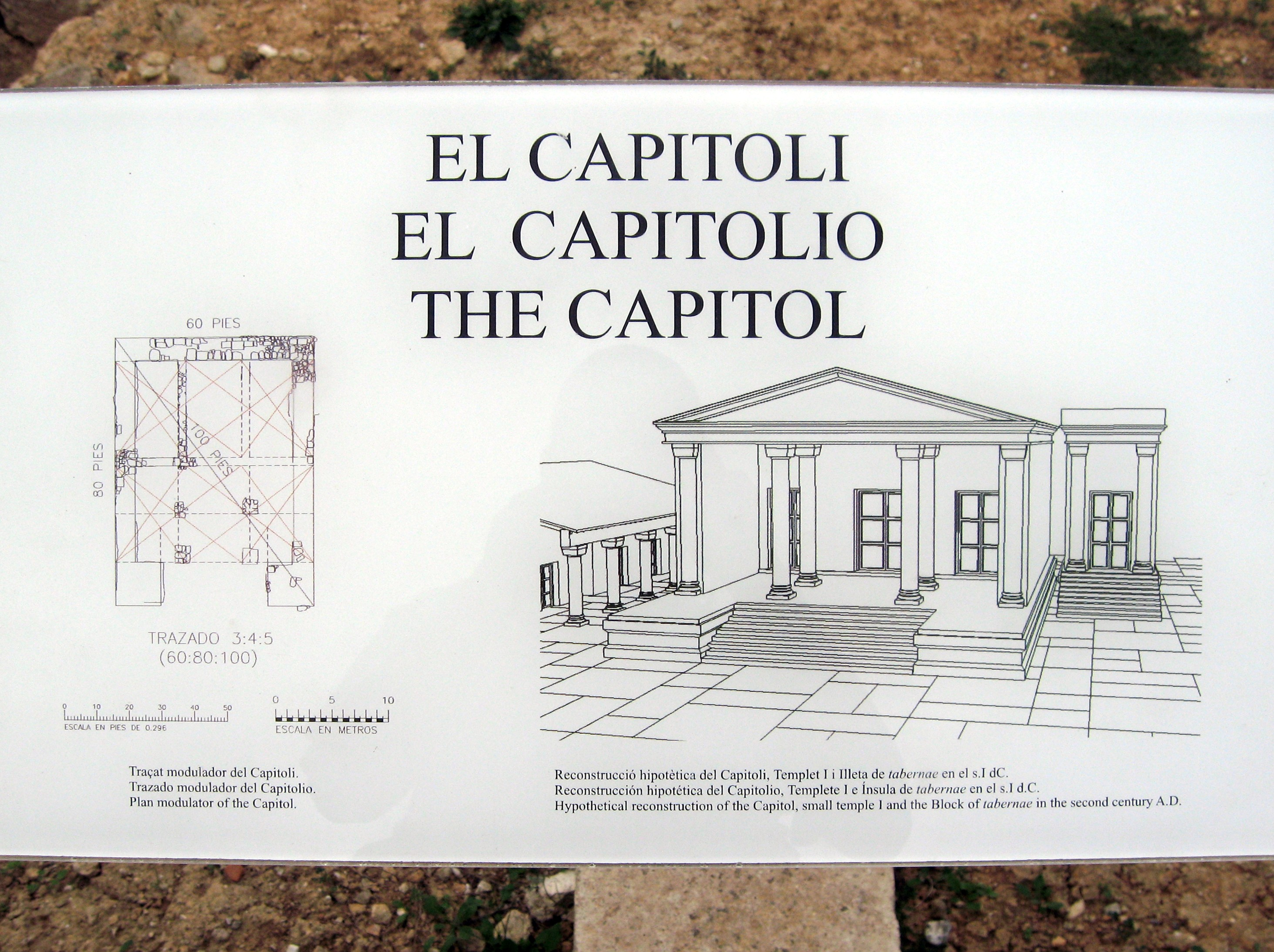
Kapitolinischer Tempel
Rekonstruktion auf einer Schautafel am Ausgrabungsort

Angelegt war Pollentia wie viele Kolonialstädte des Römischen Reiches. Neben einem öffentlichen Platz als Zentrum, dem Forum, entstanden Geschäftsstraßen, Tempel, Denkmäler und ein Theater. Die rechteckigen Häuser mit Innenhof (Atrium) waren mit Marmor, Stuck und Mosaiken geschmückt und besaßen Bäder, Wasser- und Abwasserleitungen. Der Hafen von Pollentia befand sich südlich des Theaters an der heutigen Bucht von Alcúdia. Die an einem strategisch wichtigen Punkt erbaute Stadt soll eine Fläche von etwa 16 Hektar eingenommen haben. In der Spätzeit des Reiches im 3. Jahrhundert n. Chr. erhielt Pollentia eine Stadtmauer. Sie konnte jedoch nicht verhindern, dass die Stadt 426 n. Chr. von den Vandalen geplündert und zerstört wurde.
Im Jahre 465 n. Chr. wurden die Balearen dann vollständig dem nordafrikanischen Vandalenreich eingegliedert und es kam zu Verfolgungen der inzwischen katholischen Einwohner Mallorcas durch die arianischen Herrscher der Vandalen, bis 534 n. Chr. die Byzantiner die Inseln der Balearen eroberten. Wie viele Einwohner Pollentia zu diesem Zeitpunkt noch bewohnten, ist nicht bekannt. Die Siedlung soll jedoch noch fast bis zum Beginn der Herrschaft der Mauren 902 n. Chr. bestanden haben. Später wurde nördlich der Altstadt von Pollentia das heutige Alcúdia in neuen Stadtmauern errichtet, dessen Name vom arabischen Al-Qudya („der Hügel“) abgeleitet ist. Die alte Römerstadt, unter den Mauren noch als Örtlichkeit Bullansa bekannt, geriet in Vergessenheit.

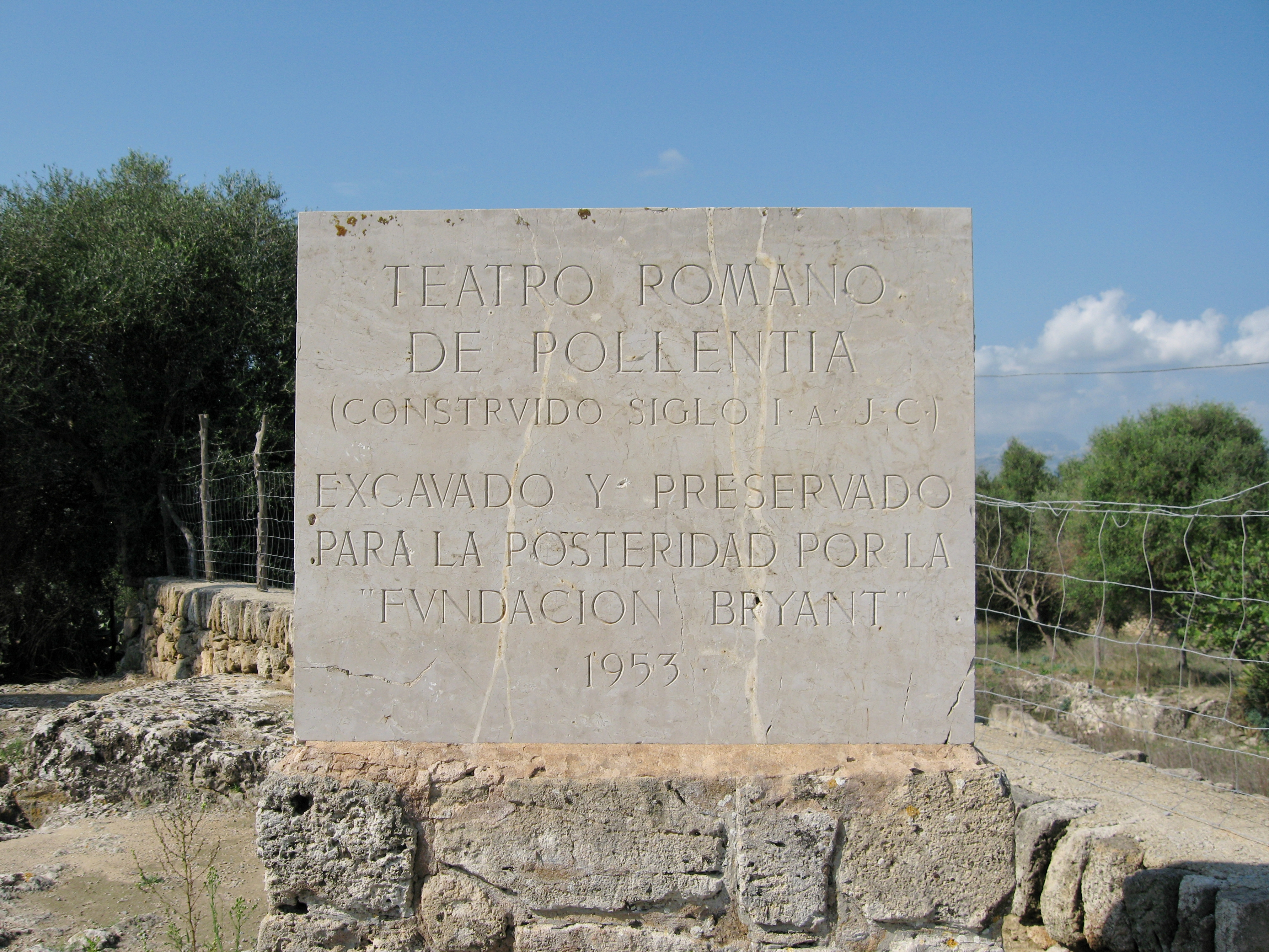
Hinweisstein der Bryant Foundation

Nach Wiederentdeckung der Ruinen von Pollentia durch Zufallsfunde im 16. Jahrhundert, wie dem verhüllten Kopf des Augustus, wurden im 17. Jahrhundert bei der Errichtung des zweiten Stadtmauerrings von Alcúdia weitere archäologischen Funde gemacht. Systematische Ausgrabungen begannen erst in den ersten Jahrzehnten des 20. Jahrhunderts unter der Leitung von Gabriel Llabrés Quintana (1923 bis 1927), weitergeführt nach seinem Tod durch seinen Sohn Joan Llabrés Bernel (1930 bis 1936). 
Unter anderem wurden Bronzeobjekte entdeckt, wie Standarte des Collegium iuvenum, der Asklepios oder ein Pferdekopf, die heute im Museo Arqueologico Nacional besichtigt werden können. Nach dem spanischen Bürgerkrieg setzten ab 1939 Rafel Isasi und ab 1944 Lluís Amorós die Ausgrabungen fort. Gemeinsam mit Martí Almagro leitete Amorós ab 1949 die Ausgrabung der Nekropole von Can Farolas.
Im Jahr 1952 erwarb eine amerikanische Stiftung, die William L. Bryant Foundation, das Grundstück des Teatre Romà und das Gebäude Can Domènech, wo neben ihrem Sitz ein hispano-amerikanisches Archäologiezentrum eingerichtet wurde. Ab 1952 erfolgten die Ausgrabungen des Theaters durch die Archäologen Lluís Amorós, Martí Almagro und Antoni Arribas. Die Stiftung führte von 1956 bis 1997 weitere systematische Ausgrabungskampagnen durch, u. a. durch Miquel Tarradell, Daniel Woods, N. Doenges, Glòria Trias, M. Rocas und R. Ulrich, bis die Gemeinde Alcúdia diese in Form eines Arbeitscamps und danach des Archäologie-Kurses Antoni Arribas Palau übernahm. Die Arbeiten konzentrierten sich in den 1960er und 1970er Jahren vornehmlich auf das Gebiet von Sa Portella und den nordwestlichen Bereich des Fòrum, auch Camp d’en França genannt. Seit den 1980er Jahren wurde der mittlere und östliche Teil des Camp d’en França mit dem kapitolinischen Forum, einer Gruppe von kleinen Handelsläden und einem Straßennetz freigelegt.

## Beschreibung

### Sa Portella (Die Altstadt)

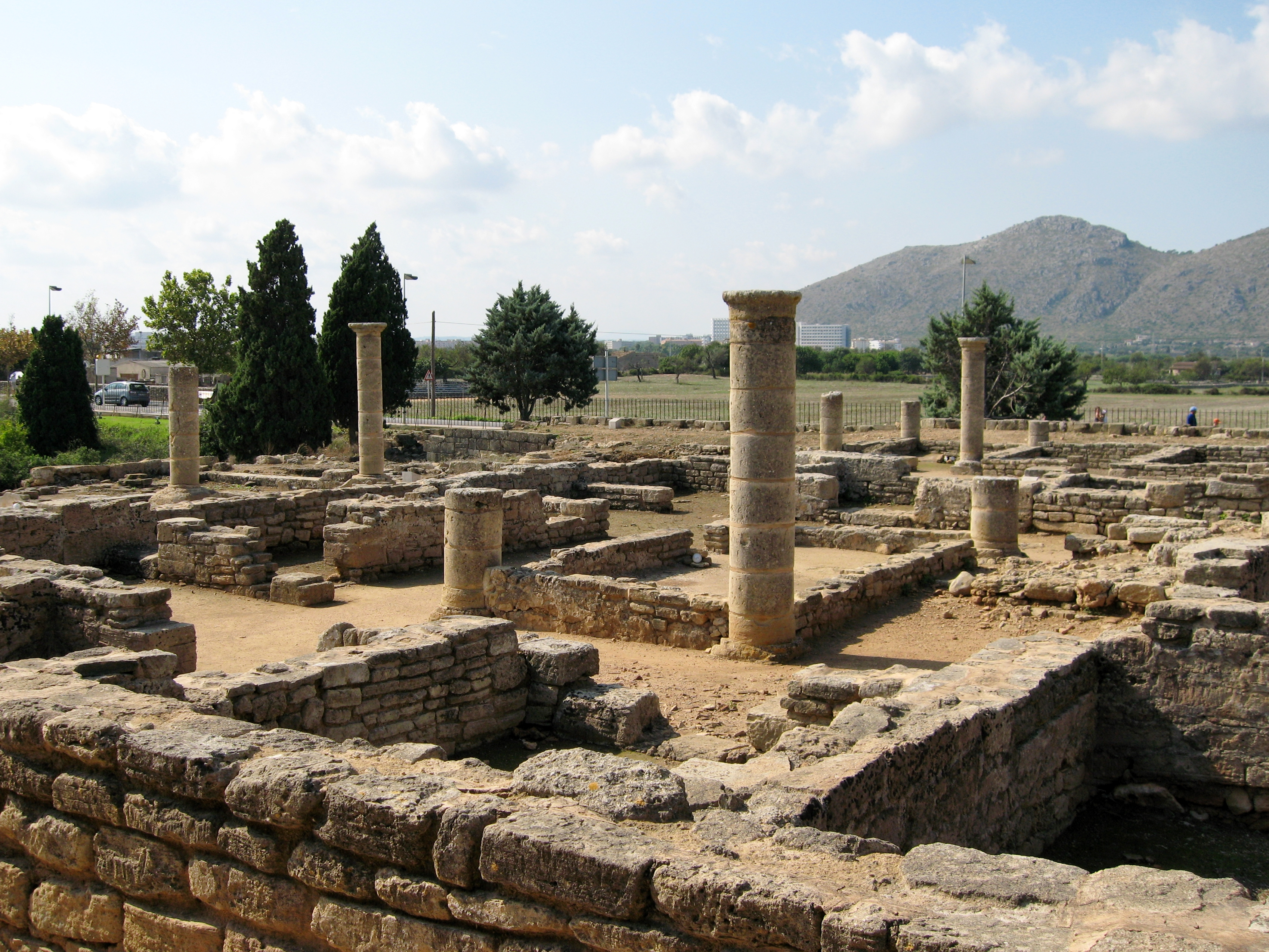
Sa Portella

Das Ausgrabungsgelände von sa Portella liegt 80 Meter südlich der Stadtkirche von Alcúdia (Sant Jaume) an der Carretera Cementiri. Der Eingang zu den Ruinen von Pollentia befindet sich allerdings an der Avinguda dels Princeps d’Espanya nordöstlich von sa Portella.
Der nördliche Ausgrabungsbereich von Pollentia ist gekennzeichnet durch mehrere Wohnhäuser (Domen) der altrömischen Stadt, die rechtwinklig an Straßenzügen angelegt waren. Das besterhaltene Haus ist das Haus der beiden Schätze (Casa dels dos Tresors). Es war um einen Innenhof (Atrium) angelegt und die Säulen des Eingangsbereiches, eines Portikus (Porticat), sind bis heute erhalten.
Gegenüberliegend an der anderen Straßenseite stand das heute Haus des Bronzekopfes (Casa del Cap de Bronze) genannte Bauwerk, in dem der Bronzekopf eines Mädchens (Cap de Nina) entdeckt wurde. Es handelte sich um ein Herrenhaus mit einem Säulengang. Am schlechtesten erhalten sind die Reste des Hauses des Nordwestens (Casa Nord-oest). Auf seinen Fundamenten wurde die römische Stadtmauer aus dem 3. Jahrhundert n. Chr. errichtet, die nur noch an dieser Stelle als Fragment erhalten ist.

### Fòrum (Römisches Forum)

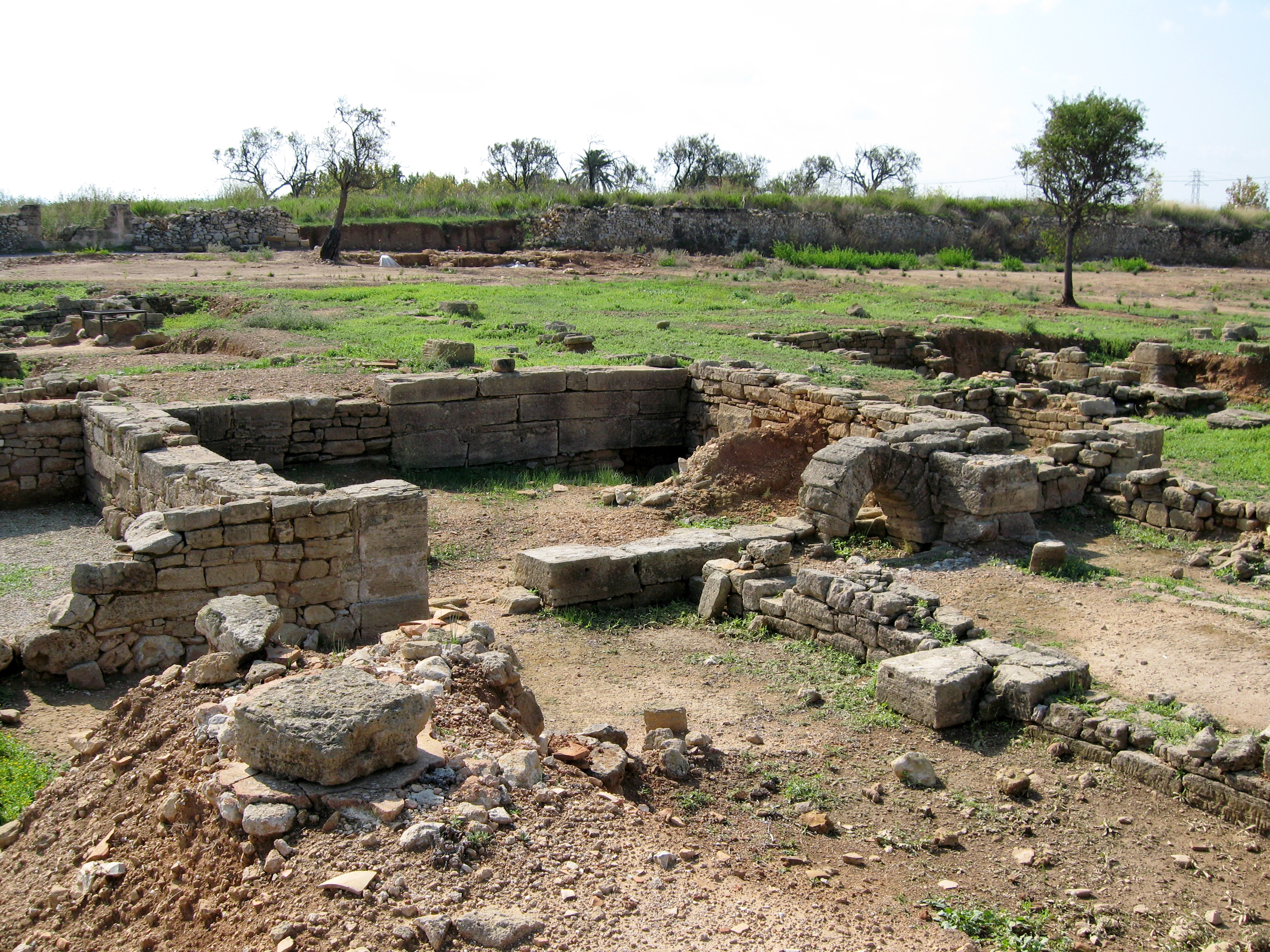
Gebäudereste am Fòrum

Das ehemalige Zentrum der Stadt Pollentia, das römische Forum (Fòrum Romà), liegt etwa 200 Meter südöstlich von sa Portella. Hier finden weiterhin archäologische Ausgrabungen statt, so dass manche der zurzeit in Bearbeitung befindlichen Bereiche durch Planen vor Witterungseinflüssen geschützt werden. Einige der hier aufgefundenen Gebäudereste wurden durch aufgebrachten Beton vor weiterem Verfall bewahrt.
Dieser Hauptplatz der altrömischen Stadt wurde erst in den letzten Jahren der Öffentlichkeit zugänglich gemacht. Er war Versammlungsplatz und Bürger- und Verwaltungszentrum Pollentias. An ihm liegen die Ruinen des im 1. Jahrhundert v. Chr. auf einem Sockel errichteten kapitolinischen Tempels (Capitoli) und östlich von diesem noch zwei weitere religiösen Zwecken dienende Gebäude.
Westlich des Haupttempels, von diesem durch eine in Nord-Süd-Richtung verlaufende Straße getrennt, schloss sich ein Handels- und Handwerkerviertel an. Hier gruppierten sich kleine Läden (Tabernae) an den schmalen Gassen. Südlich des kapitolinischen Tempels stand ein 5 × 3 Meter großer Bau einer Ädikula, die als einziges Bauwerk der Stadt nach den vier Himmelsrichtungen ausgerichtet war. Weitere Funde weisen darauf hin, dass auf einem Großteil der Gebäude des Forums nach der Zerstörung Pollentias eine Nekropole errichtet wurde.

### Teatre Romà (Römisches Theater)

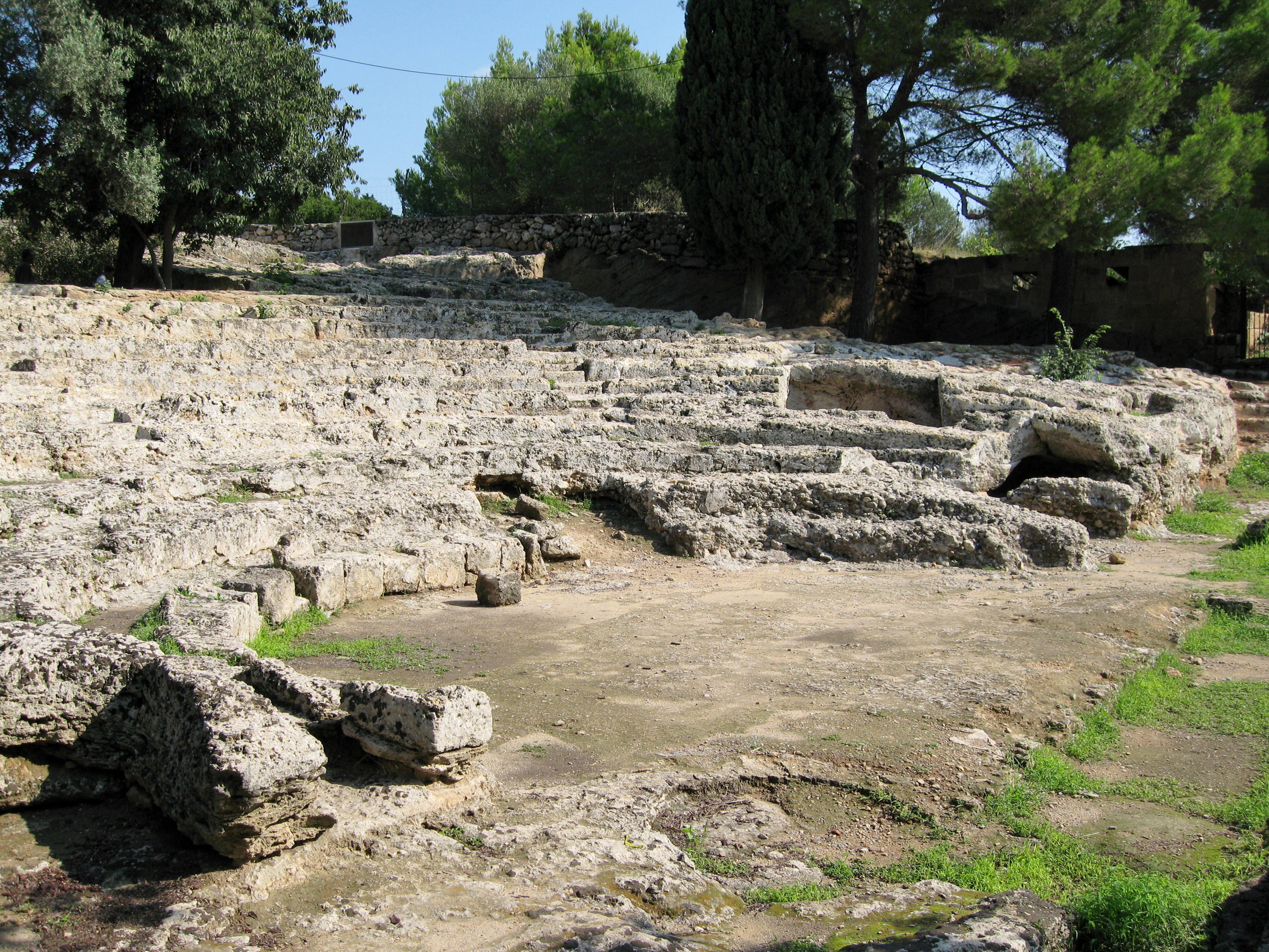
Teatre Romà

Weitere 400 Meter in südöstlicher Richtung, erreichbar über den alle drei Ausgrabungsstellen verbindenden Betonweg, befindet sich das ehemalige römische Theater (Teatre Romà) von Pollentia. Es stammt aus der Zeit des 1. Jahrhunderts n. Chr. und lag damals außerhalb der städtischen Siedlungsflächen. Das Theater bestand aus den halbkreisförmigen Rangreihen, der Orchestra und der rechteckigen Bühne.
Die zehn heute noch zu erkennenden steinernen Sitzreihen (Càvea) wurden, mit Ausnahme der untersten, unter Ausnutzung des natürlichen Gefälles des Geländes aus dem Fels geschlagen. Die erste Reihe um die ebenfalls halbkreisförmige Orchestra besteht aus großen gemauerten Sandsteinblöcken. Zwischen den Sitzreihen führen drei ebenfalls in den Fels gehauene Treppen von der dritten Reihe ausgehend nach oben. Verschiedenen Hypothesen zufolge gab es einen aus Holz bestehenden oberen Teil der Zuschauerränge über den Felsreihen.
Die halbrunde Orchestra hat einen Durchmesser von fünf Metern. Sie wird von der Bühne durch ein Fels-Proszenium getrennt, das fünf Löcher aufweist, die möglicherweise der Verankerung eines Bühnengerüstes dienten. Von weiteren Teilen der Bühne hat sich nichts erhalten. Ausgehend von der geringen Größe geht man von einem Platzangebot des Teatre Romà von etwa 2000 Personen aus. Die beiden größeren Löcher in den Steinstufen stammen von künstlichen Höhlen, die vor Errichtung des Theaters in der Zeit der vortalaiotischen Kultur als Begräbnisstätten angelegt wurden, die Löcher in den Felsen der Bühne von dort nach der Aufgabe des Theaters angelegten Gräbern.

## Archäologisches Museum
Das Monografische Museum von Pol·lentia (Museu Monogràfic de Pol·lèntia) wurde ab 1987 im ehemaligen Krankenhaus der Stadt Alcúdia (L’Hospitalet) aus dem 16. Jahrhundert in der Straße Carrer Sant Jaume eingerichtet. Dort sind die Fundgegenstände der altrömischen Stadt ausgestellt, die seit 1926 in den verschiedenen Ausgrabungsstätten von Pollentia gesichert werden konnten. Dazu zählen wertvolle Grabbeigaben, Keramik- und Bronzegefäße verschiedener Epochen, Gläser, Amphoren, Münzen, Steintafeln, Marmorarbeiten und Mosaiken. Vom Consorci de la Ciutat Romana de Pol·lèntia werden Gruppenführungen sowohl durch das Museum wie auch die Ausgrabungsstätten angeboten.

## Belege
- „Alcúdia“, Informationsbroschüre über Stadt und Gemeinde, Municipi Ecoturistic
- „Pol·lèntia“, Übersichtsfaltplan über die Ausgrabungen, Consorci de la Ciutat Romana de Pol·lèntia
- „Pol·lèntia“, Ajuntament d’Alcùdia (Memento vom 12. Dezember 2009 im Internet Archive)
- „Mallorca“, Autoren: Heide Wetzel-Zollmann / Wolfgang Wetzel, Verlag Herder Freiburg im Breisgau 1991